# Mainling
Mainling (chữ Tạng: ཀོང་པོ་རྒྱ་མདའ་རྫོང་; Wylie: sman gling rdzong; ZWPY: Mainling Zong; tiếng Trung: 米林市; bính âm: Mǐlín Shì, Hán Việt: Mễ Lâm thị) là một thành phố cấp huyện của địa khu Nyingchi (Lâm Tri), khu tự trị Tây Tạng, Trung Quốc. Mainling nằm ở trung lưu của sông Yarlung, và nằm giữa dãy núi Nyainqentanglha và dãy núi Himalaya. Độ cao trung bình của huyện là 3.700 mét trên mực nước biển. Thành phố có nhiều tài nguyên khoáng sản như thạch cao, đá vôi, crôm.

### Trấn
- Mễ Lâm (米林镇)
- Ngọa Long (卧龙镇)
- Phái (派镇)

### Hương
- Đan Nương (丹娘乡)
- Khương Nạp (羌纳乡)
- Lý Long (里龙乡)
- Trát Tây Nhiễu Đăng (扎西绕登乡)

### Hương dân tộc
- Hương dân tộc Lhoba - Nam Y (南伊珞巴民族乡)